# يان كارلسون (لاعب هوكي الجليد)
يان كارلسون (بالسويدية: Janne Karlsson)‏ (و. 1964  م) هو لاعب هوكي الجليد سويدي، ولد في كيرونا، مركز لعبه هو مدافع ‏.

## روابط خارجية
- يان كارلسون على موقع دوري الهوكي الوطني (الإنجليزية)
- يان كارلسون على موقع EliteProspects.com (الإنجليزية)
- يان كارلسون على موقع Eurohockey.com (الإنجليزية)
- يان كارلسون على موقع HockeyDB.com (الإنجليزية)